# Celypha rufana
Celypha rufana es una especie de polilla del género Celypha, tribu Olethreutini, familia Tortricidae. Fue descrita científicamente por Scopoli en 1763.
La envergadura es de unos 15–19 milímetros. Se distribuye por Europa: Eslovenia.